# 竜角寺台
竜角寺台（りゅうかくじだい）は千葉県印旛郡栄町の町名。現行行政地名は竜角寺台一丁目から竜角寺台六丁目。郵便番号は270-1505。

## 地理
北は麻生、北東は成田市南羽鳥、東は龍角寺、南東は成田市上福田、西は龍角寺に接する。

## 歴史
昭和期に、龍角寺から分かれる。

## 公園
児童公園の名称は龍角寺の小字名から来ている。
- 竜角寺台近隣公園
- 前原（まえはら）児童公園
- 谷田川（やたがわ）児童公園
- 長作（ながさく）児童公園
- 鍬替（くわがえ）児童公園
- 四斗蒔（よんとまき）児童公園
- 三斗蒔（さんとまき）児童公園
- 池下（いけした）児童公園

## 世帯数と人口
2017年（平成29年）11月1日現在の世帯数と人口は以下の通りである。
| 丁目           | 世帯数    | 人口    |
| -------------- | --------- | ------- |
| 竜角寺台一丁目 | 129世帯   | 304人   |
| 竜角寺台二丁目 | 296世帯   | 727人   |
| 竜角寺台三丁目 | 309世帯   | 716人   |
| 竜角寺台四丁目 | 404世帯   | 991人   |
| 竜角寺台五丁目 | 295世帯   | 735人   |
| 竜角寺台六丁目 | 257世帯   | 656人   |
| 計             | 1,690世帯 | 4,129人 |

## 小・中学校の学区
町立小・中学校に通う場合、学区は以下の通りである。
| 地域           | 小学校               | 中学校         |
| -------------- | -------------------- | -------------- |
| 竜角寺台一丁目 | 栄町立竜角寺台小学校 | 栄町立栄中学校 |
| 竜角寺台二丁目 | 栄町立竜角寺台小学校 | 栄町立栄中学校 |
| 竜角寺台三丁目 | 栄町立竜角寺台小学校 | 栄町立栄中学校 |
| 竜角寺台四丁目 | 栄町立竜角寺台小学校 | 栄町立栄中学校 |
| 竜角寺台五丁目 | 栄町立竜角寺台小学校 | 栄町立栄中学校 |
| 竜角寺台六丁目 | 栄町立竜角寺台小学校 | 栄町立栄中学校 |

## 施設
- 栄町立竜角寺台小学校
- 竜角寺台コミュニティホール
- 竜角寺台第一集会所
- 竜角寺台第二集会所
- 竜角寺台第三集会所
- 千葉交通西部営業所竜角寺台車庫
- 栄町民プール 竜角寺台プール

## 交通

### 鉄道
鉄道は通ってはいないが、路線バスを利用して成田駅、京成成田駅、安食駅に行くことができる。

### 道路
- 千葉県道18号成田安食線

### バス
- 千葉交通[5]
  - 美郷台線（成田駅西口～竜角寺台車庫）
    - （成田駅西口） - 竜角寺台二丁目 - 竜角寺台近隣公園 - 竜角寺台三丁目 - 竜角寺台四丁目 - 前原児童公園 - 竜角寺台六丁目 - 竜角寺台車庫

  - 安食竜角寺線（安食駅～竜角寺台車庫）
    - （安食駅） - 竜角寺台入口 - 竜角寺台二丁目 - 竜角寺台近隣公園 - 竜角寺台三丁目 - 竜角寺台四丁目 - 前原児童公園 - 竜角寺台六丁目 - 竜角寺台車庫

  - 安食イオン線（安食駅～イオンモール成田）
    - （安食駅） - 竜角寺台入口 - 竜角寺台四丁目南 - 前原児童公園 - 竜角寺台六丁目 - 竜角寺台車庫 - 竜角寺台コミュニティホール - 竜角寺台近隣公園 - 竜角寺台四丁目 - （イオンモール成田）
    - （安食駅） - 風土記の丘北口 - 房総のむら - （竜角寺台車庫）
- 栄町循環バス （コミュニティーバス、ニュー東豊が受託）
  - 安食駅～竜角寺台～安食駅（安食循環ルート）[6]
    - （安食駅） - 竜角寺台2丁目 - 竜角寺台3丁目 - 竜角寺台コミュニティーホール - 竜角寺台小前 - 竜角寺台6丁目 - （安食駅）